# Согас (Масачусетс)
Согас (енгл. Saugus) насељено је место без административног статуса у америчкој савезној држави Масачусетс.

## Демографија
По попису из 2010. године број становника је 26.628, што је 550 (2,1%) становника више него 2000. године.
| Група             | 2000.          | 2010.          |
| Белци             | 25.207 (96,7%) | 23.860 (89,6%) |
| Афроамериканци    | 114 (0,4%)     | 552 (2,1%)     |
| Азијати           | 314 (1,2%)     | 712 (2,7%)     |
| Хиспаноамериканци | 254 (1,0%)     | 1.066 (4,0%)   |
| Укупно            | 26.078         | 26.628         |